# Kvarken

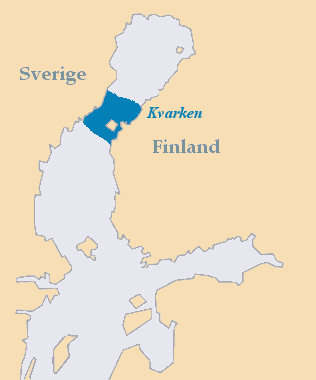
Kvarken

Kvarken (Zweeds), Fins: Merenkurkku) is het smalle deel in het midden van de Botnische Golf. Op die plek is de afstand tussen het Zweedse en het Finse vasteland slechts 80 km, en de gemiddelde diepte is daar rond de 25 meter.
De Finse zijde van Kvarken heeft een grote archipel, de Kvarkenarchipel, waartoe de grote eilanden Replot en Björkö behoren, alsmede duizenden kleinere eilandengroepen, scheren en rotsen. Ook aan de Zweedse zijde bevinden zich een aantal eilanden, minder talrijk en veel steiler.
Dit gebied heeft de grootste postglaciale bodemstijging ter wereld. Daardoor ontstaan er doorlopend nieuwe eilanden, die tijdens hun ontstaan te herkennen zijn als clusters rotsen die zich soms ver van de kust in het water bevinden. Reeds bestaande eilanden groeien aan elkaar.
Als de bodemstijging met dezelfde snelheid door zou gaan, zou Kvarken over 2000 jaar droogvallen en een landengte vormen tussen Zweden en Finland, en zou het noordelijke deel van de Botnische Golf een enorm binnenmeer worden.

## Etymologie
Het woord 'kvarken' komt van het Oudzweedse woord 'kvark', dat keel of hals betekent.

## Historische postroute

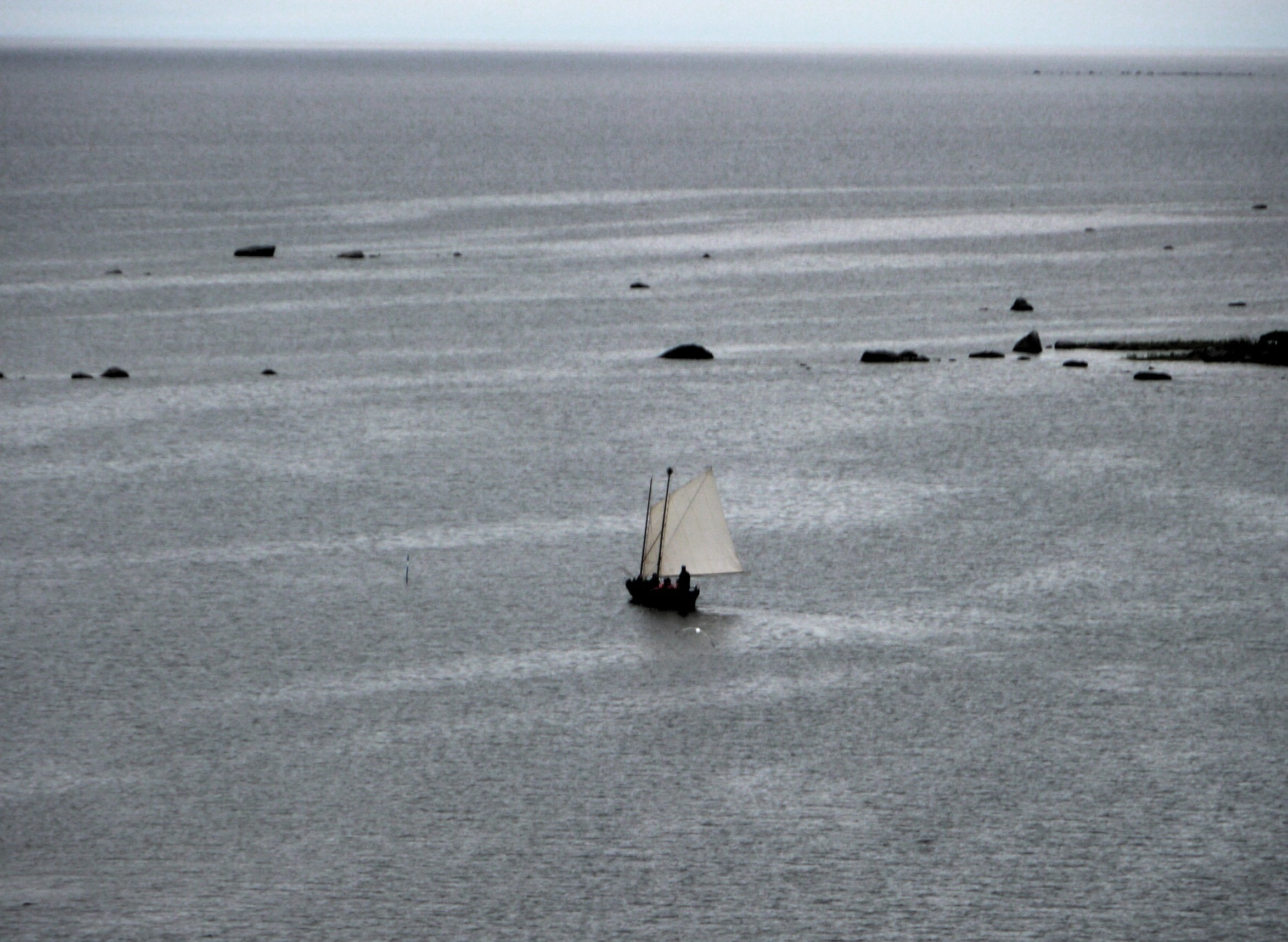
Traditioneel postbootje onderweg van Svedjehamn naar Zweden.

In de 17e eeuw, toen het Zweedse koninkrijk ook het huidige Finland omvatte, waren deze eilandengroepen belangrijk vanwege de postroute. Evenals de Postroute Stockholm–Turku was deze zeestraat een essentiële verbinding voor de communicatie tussen het oostelijke en het westelijke deel van het koninkrijk. Met kleine, ongeveer 6-8 meter lange houten scheepjes die zowel geroeid als gezeild konden worden werden de postzakken overgevaren; de scheepjes waren net klein genoeg om in de winter over het ijs voort te kunnen worden getrokken. Ter herinnering daaraan vaart jaarlijks nog steeds in juni, op de eerste zaterdag na midzomer, een groep van deze traditionele scheepjes deze zeestraat over; op de even jaren van de Zweedse Holmöarna naar Svedjehamn op Björkö; op de oneven jaren in de andere richting.

## Verkeersverbinding tussen Finland en Zweden
Er is een veerverbinding die de steden Umeå (via het havenplaatsje Holmsund) en Vaasa met elkaar verbindt. Hij maakt deel uit van de Europese weg 12. Het is 's werelds meest noordelijke internationale veerverbinding die 12 maanden per jaar vaart. De veerboot kan daarvoor zelfstandig functioneren als ijsbreker.
Er zijn plannen om hier een brug, al dan niet in combinatie met dammen tussen Finland en Zweden aan te leggen, bestaande uit 3 delen van in totaal ongeveer 40 km. Maar gezien de zeer hoge kosten van een dergelijk lange brug (1,5-2 miljard euro) in relatie tot het dun bevolkte achterland is dat waarschijnlijk geen reële optie. Bovendien zou de brug voor een deel moeten gaan lopen door een gebied dat bescherming heeft als natuurgebied. Een serieuzer plan is om op het eiland Replot een veerhaven aan te leggen, zodat de (financieel onrendabele en door Finland gesubsidieerde) overtocht met een uur kan worden verkort, van 6 naar 5 uur.